# Sean Steur
Sean Steur (Purmerend, 11 januari 2008) is een Nederlands voetballer die doorgaans speelt als middenvelder. In mei 2024 debuteerde hij voor Jong Ajax en in februari 2025 voor Ajax. Zijn broer Roy is eveneens voetballer.

## Clubcarrière
Steur speelde in de jeugd van RKAV Volendam, voor hij in 2016 werd opgenomen in de jeugdopleiding van Ajax. Zijn professionele debuut maakte hij namens Jong Ajax in de Eerste divisie op 10 mei 2024, thuis tegen Jong AZ. Door een treffer van Jaydon Banel en tegentreffers van Finn Stam, Ricuenio Kewal, Jurre van Aken en Damienus Reverson ging het duel met 1–4 verloren. Steur mocht van coach Dave Vos in de tweede helft invallen voor Rida Chahid. In mei 2024 werd bericht dat PSV interesse had om Steur van Ajax over te nemen. Aan het begin van het seizoen 2024/25 tekende de middenvelder echter zijn eerste professionele contract bij Ajax, tot medio 2027.
Steur zat in februari 2025 voor het eerst in de wedstrijdselectie van het eerste elftal, voor het Eredivisie-duel met Fortuna Sittard. Hier kwam hij niet in actie, maar een week later mocht hij wel zijn debuut maken. Coach Francesco Farioli liet hem invallen tegen Heracles Almelo. Het duel ging met 4–0 gewonnen en ook Rayane Bounida maakte zijn debuut in het eerste elftal. Zijn contract werd in augustus 2025 door Ajax opengebroken en met een seizoen verlengd tot medio 2028.

## Clubstatistieken

### Beloften
| Seizoen | Club      | Competitie     | Competitie | Competitie |
| Seizoen | Club      | Competitie     | Wed.       | Dlp.       |
| ------- | --------- | -------------- | ---------- | ---------- |
| 2023/24 | Jong Ajax | Eerste divisie | 1          | 0          |
| 2024/25 | Jong Ajax | Eerste divisie | 28         | 0          |
| 2025/26 | Jong Ajax | Eerste divisie | 1          | 0          |
| Totaal  | Totaal    | Totaal         | 30         | 0          |

### Senioren
| Seizoen | Club   | Competitie | Competitie | Competitie | Beker | Beker | Internationaal | Internationaal | Totaal | Totaal |
| Seizoen | Club   | Competitie | Wed.       | Dlp.       | Wed.  | Dlp.  | Wed.           | Dlp.           | Wed.   | Dlp.   |
| ------- | ------ | ---------- | ---------- | ---------- | ----- | ----- | -------------- | -------------- | ------ | ------ |
| 2024/25 | Ajax   | Eredivisie | 1          | 0          | 0     | 0     | 0              | 0              | 1      | 0      |
| Totaal  | Totaal | Totaal     | 1          | 0          | 0     | 0     | 0              | 0              | 1      | 0      |

Bijgewerkt op 14 augustus 2025.